# Cynthia Sember
Cynthia Sember –conocida como Cindy Sember– (nacida Cynthia Ofili, Ypsilanti, Estados Unidos, 5 de agosto de 1994) es una deportista británica que compite en atletismo, especialista en las carreras de vallas. Su hermana Tiffany compite en el mismo deporte.
Ganó una medalla de plata en el Campeonato Europeo de Atletismo en Pista Cubierta de 2021, en la prueba de 60 m vallas.
Participó en dos Juegos Olímpicos de Verano, en los años 2016 y 2020, ocupando el cuarto lugar en Río de Janeiro 2016, en los 100 m vallas.

## Palmarés internacional
| Campeonato Europeo en Pista Cubierta | Campeonato Europeo en Pista Cubierta | Campeonato Europeo en Pista Cubierta | Campeonato Europeo en Pista Cubierta |
| Año                                  | Lugar                                | Medalla                              | Prueba                               |
| ------------------------------------ | ------------------------------------ | ------------------------------------ | ------------------------------------ |
| 2021                                 | Toruń (Polonia)                      | Medalla de plata                     | 60 m vallas                          |